# Манила (Арканзас)
Манила (англ. Manila) — город, расположенный в округе Миссисипи (штат Арканзас, США) с населением в 3055 человек по статистическим данным переписи 2000 года.

## География
По данным Бюро переписи населения США Манила имеет общую площадь в 8,29 квадратных километров, водных ресурсов в черте населённого пункта не имеется.
Город Манила расположен на высоте 73 метра над уровнем моря.

## Демография
По данным переписи населения 2000 года в Маниле проживало 3055 человек, 842 семьи, насчитывалось 1214 домашних хозяйств и 1304 жилых дома. Средняя плотность населения составляла около 363,7 человек на один квадратный километр. Расовый состав Манилы по данным переписи распределился следующим образом: 98,20 % белых, 0,03 % — чёрных или афроамериканцев, 0,39 % — коренных американцев, 0,07 % — азиатов, 1,05 % — представителей смешанных рас, 0,26 % — других народностей. Испаноговорящие составили 1,08 % от всех жителей города.
Из 1214 домашних хозяйств в 34,1 % — воспитывали детей в возрасте до 18 лет, 55,8 % представляли собой совместно проживающие супружеские пары, в 10,0 % семей женщины проживали без мужей, 30,6 % не имели семей. 27,4 % от общего числа семей на момент переписи жили самостоятельно, при этом 14,6 % составили одинокие пожилые люди в возрасте 65 лет и старше. Средний размер домашнего хозяйства составил 2,47 человек, а средний размер семьи — 3,02 человек.
Население города по возрастному диапазону по данным переписи 2000 года распределилось следующим образом: 25,9 % — жители младше 18 лет, 8,6 % — между 18 и 24 годами, 28,0 % — от 25 до 44 лет, 21,6 % — от 45 до 64 лет и 15,9 % — в возрасте 65 лет и старше. Средний возраст жителей составил 36 лет. На каждые 100 женщин в Маниле приходилось 89,3 мужчин, при этом на каждые сто женщин 18 лет и старше приходилось 85,6 мужчин также старше 18 лет.
Средний доход на одно домашнее хозяйство в городе составил 24 896 долларов США, а средний доход на одну семью — 33 105 долларов. При этом мужчины имели средний доход в 31 344 доллара США в год против 19 063 доллара среднегодового дохода у женщин. Доход на душу населения в городе составил 13 754 доллара в год. 13,4 % от всего числа семей в населённом пункте и 18,4 % от всей численности населения находилось на момент переписи населения за чертой бедности, при этом 18,6 % из них были моложе 18 лет и 26,4 % — в возрасте 65 лет и старше.